# Cantó de Soyaux
El cantó de Soyaux és un cantó francès del departament del Charente, situat al districte d'Angulema. Té 5 municipis i el cap és Soyaux.

## Municipis
- Bois
- Dirac
- Garat
- Soyaux
- Vouzan

| Data d'elecció                           | Identitat    | Partit           | Qualitat |
| ---------------------------------------- | ------------ | ---------------- | -------- |
| 1973-1988                                | Lucien Petit | SFIO, després PS |          |
| 1988-                                    | Abel Migné   | PS               |          |
| les dades anteriors no són pas conegudes |              |                  |          |
|                                          |              |                  |          |